# Dutch Roll

Dutch Roll: gleichzeitige Schwingung um die Hochachse (oben: Gieren) und um die Längsachse (unten: Rollen)

Die vorauseilende Tragfläche (b) hat gegenüber der anderen Tragfläche einen größeren Auftrieb wegen der größeren aerodynamischen Spannweite.

Dutch Roll, Taumelschwingung, Holländische Rolle oder Gierschwingung bezeichnet ein unerwünschtes aerodynamisches Verhalten von Flugzeugen, bei dem die Maschine abwechselnd zu beiden Seiten um die Gierachse (Hochachse) und Längsachse auslenkt.
Tragflächen oberhalb des Flugzeug-Schwerpunktes und positive V-Stellung der Flächen verstärken die Tendenz zu dutch rolls. Daher sind die Tragflächen von Hoch- und Schulterdeckern oft in negativer V-Stellung angeordnet.
Das „Dutch-Roll“-Problem findet man an allen Flugzeugen mit Pfeilflügeln.
Da Dutch Rolls in der Regel unerwünscht sind, wurden als Gegenmaßnahme Gierdämpfer (engl. yaw damper) entwickelt. Dabei handelt es sich um Systeme, die unerwünschten Gier-Bewegungen durch Auslenkung des Seitenruders entgegenwirken.

## Erläuterung

Bild 2 – links: geringe Kursstabilität (Richtungsstabilität); rechts: hohe Kursstabilität; Erhöhung der Kursstabilität durch Vergrößerung des Seitenleitwerkes (rot) und/oder Verlängerung des hinteren Flugzeugrumpfes. Die Tragflächen sind in Relation zur Länge des Flugzeuges weiter vorn angeordnet, was den aerodynamischen Schwerpunkt relativ nach vorn verschiebt.

Dutch Roll ist eine Kopplung von Schwingungen um die Hochachse und Längsachse.
Die Tendenz zu Dutch Roll entsteht, wenn der Einfluss der Querstabilität größer ist als der der Kursstabilität.
Wenn ein Flugzeug in seinem Kursgleichgewicht gestört wird, erzeugt die voreilende Fläche mehr Auftrieb und mehr Widerstand als die nacheilende Fläche.
Ist die Wirkung des Auftriebes größer als die des Widerstandes, so entsteht ein Sideslip-Manöver (Seitengleitflug) in die entgegengesetzte Richtung und der Dutch-Roll-Zyklus wiederholt sich.
Das Dutch-Roll-Problem findet man bei allen Flugzeugen mit Pfeilflügeln. Deshalb sind die meisten Flugzeuge mit einem Gierdämpfer ausgerüstet.
Der Effekt des Dutch-Roll-Problems kann teilweise durch das Verringern des Pfeilwinkels und eine Verbesserung der Kursstabilität gemindert werden.
Die Kursstabilität kann durch die Verwendung von größeren Seitenleitwerken verbessert werden, was sich aber nachteilig auf Größe, Gewicht, Struktur und Luftwiderstand auswirkt. Auch eine Verlängerung des Flugzeugrumpfes, insbesondere die Verlängerung des Abstandes zwischen Seitenleitwerk und aerodynamischem Schwerpunkt, verlängert den Hebelarm und erhöht damit das Moment, mit der das Seitenleitwerk kursstabilisierend auf das Flugzeug einwirken kann (Bild 2).

## Namensgebung
Der Begriff Dutch Roll stammt aus dem Englischen und bedeutet wörtlich „holländische Rolle“.
Zur Herkunft der Bezeichnung gibt es zwei Deutungen:
- Am häufigsten wird berichtet, der Name gehe auf die Assoziation mit holländischen Schlittschuhläufern zurück, die eine der  Gierschwingung eines Flugzeugs ähnliche Bewegung auf dem Eis vollführt hätten. Zugeschrieben wird diese Deutung häufig einem namentlich nicht genannten Ingenieur, der an der Entwicklung der Boeing B-47 beteiligt gewesen sei. Dieser 1947 lancierte Flugzeugtyp erreichte als einer der ersten den kritischen Geschwindigkeitsbereich, in dem Dutch Rolls auftreten.

- Eine andere Deutung nimmt Bezug auf den englischen Ausdruck Dutch courage (wörtlich: holländischer Mut) für angetrunkenen Mut. Sie spielt darauf an, dass diese Pendelbewegungen eines Flugzeugs den Eindruck hervorrufen, es werde unter Alkoholeinfluss gesteuert.